# 格伦·威尔逊
格伦·威尔逊（英語：Glen Wilson，1971年3月26日—），新西兰男子壁球运动员。他曾代表新西兰参加1998年、2002年和2006年英联邦运动会壁球比赛，获得一枚金牌和一枚铜牌。